# 南津路街道
南津路街道，是中华人民共和国四川省遂宁市船山区下辖的一个乡镇级行政单位。

## 行政区划
南津路街道下辖以下地区：
电江路社区、天宫路社区、玉泉街社区和邮拱局社区。